# Cantó de Diekirch
El Cantó de Diekirch (luxemburguès Kanton Dikrech) és un cantó situat al nord-est de Luxemburg. Té 204.51 kilòmetres quadrats i 35.150 habitants.
El cantó es divideix en 9 comunes:
- Bourscheid
- Diekirch
- Erpeldange
- Ettelbruck
- Feulen
- Mertzig
- Reisdorf
- Schieren
- Vallée de l'Ernz (nova comuna creada el 2012, a partir de les anteriors comunes d'Ermsdorf i de Medernach[1])